# Otto – Der neue Film
Otto – Der neue Film ist eine deutsche Filmkomödie aus dem Jahr 1987. Es ist nach Otto – Der Film aus dem Jahr 1985 der zweite abendfüllende Film des Komikers Otto Waalkes.

## Die Handlung
Otto ist in der großen Stadt angekommen (jedoch nicht Hamburg wie im ersten Film, sondern Berlin), aber alles andere als glücklich. Er musste fast seinen gesamten Hausstand verkaufen, ist mit der Miete bereits drei Monate im Rückstand und hat großes Heimweh nach Hühneroog, seiner heimatlichen Insel im friesischen Wattenmeer. Einer Rückkehr an die Küste stehen jedoch zwei Personen im Weg: einmal das warmherzige Mauerblümchen Anna Rettich, das ein Auge auf ihn geworfen hat, sowie ihr herrischer Vater, der Hausmeister der Mietskaserne, welcher Otto erst bei Begleichung seiner Schulden ziehen lässt.
Fortan muss Otto für Rettich nahezu sämtliche Arbeiten im Haus erledigen: Rettichs Hund Harras Gassi führen, alte Heizkörper wegschleppen, Kohlen schippen oder Müllsäcke entsorgen. Um die letzten drei Arbeiten kann er sich zunächst erfolgreich drücken, indem er den Zaun im Hinterhof ständig versetzt. In seiner Tätigkeit macht er auch die Bekanntschaft des im Haus ansässigen Tierpsychologen Edelsen, welcher ihn bittet, während seiner Abwesenheit bei einer Konferenz auf seine Hauskatze aufzupassen, welche die letzte ihrer Art ist. Das seltene und wertvolle Tier hat nur ein Problem: Es ist suizidgefährdet, wenn Otto nicht punktgenau den gegebenen Zeitplan zum Füttern einhält, was diesen vor erhebliche Probleme stellt.
Otto nistet sich in Edelsens Wohnung ein und kommt so der neuen Mieterin seiner alten Wohnung, Gaby Drösel, näher. Die ebenso attraktive wie arrogante Schönheit hat aber ausschließlich Augen für den Actionstar Amboss, den Arnold-Schwarzenegger-Verschnitt eines erfolgreichen, muskelbepackten Kinohelden. Otto, der von Gaby für Edelsen gehalten wird, spielt diese Rolle mit, um seiner Angebeteten nahe sein zu können, stellt sich jedoch äußerst tollpatschig an. Anna reagiert eifersüchtig und genervt von Ottos Schwärmereien über Gaby. Die abservierte Hausmeistertochter beschließt daraufhin, Otto auf den Boden der Tatsachen zurückzuholen, indem sie ihrem Vater Ottos Aufräummethoden schildert und Gaby die Wahrheit erzählt.
Der fallengelassene Otto versucht daraufhin Gaby für sich zurückzugewinnen, scheitert aber immer wieder. Er folgt Gaby in eine Eissporthalle, jedoch kann er sie mit Eiskunstlauf auch nicht mehr beeindrucken. Erst ein Anruf des Filmproduzenten Schmieriak, der Otto auch für Edelsen hält, ändert die Situation. Amboss sei „nicht mehr aus seiner Rolle als Rabiator zurückgekehrt“ und hat bereits die Einrichtung im Backstage-Bereich verwüstet und nicht mehr zu beruhigen. Schmieriak bittet Otto, seinen Schützling Amboss, welcher zur Premiere seines neuen Filmes nach Berlin gekommen, aber ausgerastet ist, wieder zu beruhigen. Mit dem Versprechen, sie auf diese Weise in die Premiere des neuen Amboss-Filmes Amboss – der Rabiator (vorausgegangene Filme: Amboss – der Illuminator und Amboss – der Kontrollator) zu bringen, sucht Otto Gaby im Dance-Center auf und überredet sie schließlich zum Mitkommen.
Nach einigen Querelen gelangen Otto und Gaby in den Backstage-Bereich des Filmtheaters. Hier konfrontiert Otto den amoklaufenden Actionhelden mit seiner Infantilität. Dies hat zur Folge, dass Otto Amboss zwar beruhigen kann, dieser aber durch das Einwirken nun total verblödet ist und hüpfend und jodelnd (so wie Otto selbst) auf die Bühne stolpert. Das Publikum ist total entsetzt, die Uraufführung geplatzt, und Gaby, die das Martyrium in der ersten Reihe miterleben musste, gibt Otto endgültig den Laufpass.
Völlig am Ende wird Otto schließlich von Hausmeister Rettich in einer Gasse gefunden und nach Hause gebracht. Hier haben sich jedoch alle Sorgen in Wohlgefallen aufgelöst: Edelsen ist zurückgekehrt und kann Otto stolz berichten, dass seine seltene Hauskatze Nachwuchs bekommen hat – von Rettichs Hund Harras. Alle Sorgen sind weg, auch Ottos Schulden bei Rettich sind beglichen. Daraufhin bricht Otto alle Zelte in der großen Stadt ab – aber nicht, bevor er und Anna ein Paar werden, welche sich extra für ihn herausgeputzt hat und nun deutlich attraktiver erscheint.

## Auszeichnungen
- Der Film wurde 1987 mit der Goldenen Leinwand mit Stern ausgezeichnet.

## Kritiken
Die Kritiken fielen im Vergleich zum Vorgängerfilm deutlich negativer aus. 

„Der Rahmen, in dem [Otto] seine Gags und manchmal reichlich altbackenen Kalauer zelebriert, wirkt eher ärmlich und bieder. Die Schauspieler um ihn herum sind fast durchweg schwach, sein Film ist Kino ohne Glanz und Schärfe. [...] Ein Totalausfall: Ute Sander. [...] Selten wurde, ohne Not, eine derart grobschlächtige Product-Placement-Orgie gefeiert wie in Ottos neuem Film. [...] Brillant parodiert er ein Commercial der Jeans-Firma Levi’s, hämmert den Witz aber gleich wieder tot, indem er noch eine Levi’s-Parodie folgen läßt.“

„Flaue Komödie mit aufdringlicher Firmenwerbung, fade und dilettantisch in der Zeichnung der Nebenfiguren, ‚gewürzt‘ mit penetranten Hausmeister-Witzen; eher zum Weinen als zum Lachen.“

## Trivia
- Die damals noch unbekannten Schauspieler Dieter Landuris und Urs Remond sind als Fußballfan (Landuris) und Freund Gabys (Remond) ebenso zu sehen wie die ehemalige Fernsehansagerin und Synchronsprecherin Beate Menner.
- Bei den auftretenden Eishockeyspielern handelt es sich um Mitglieder von Preussen Berlin.
- Bei dem abgespielten Lied zu Ottos Eislauf-Performance handelt es sich um Like Ice in the Sunshine von Beagle Music Ltd. aus dem Jahr 1986. Es dient bis heute als Werbesong für Spots für den Speiseeishersteller Langnese und wurde zu diesem Zweck von mehreren namhaften Interpreten gecovert. Bei Ottos Eislaufpartnerin handelt es sich eigentlich um einen Mann. Die zwei Männer mit den langen Bärten auf dem Eis sollen Mitglieder der US-amerikanischen Rockband ZZ Top darstellen (Billy Gibbons und Dusty Hill).
- Produktplatzierung wurde – ungewöhnlich zum Zeitpunkt der Veröffentlichung – intensiv durchgeführt: Waalkes läuft Schlittschuh vor Plakaten von Bauknecht, Levi’s und Jever,[3] zudem sind regelmäßig Geräte der Marke Bauknecht zu sehen. Den Werbespruch „Otto … find’ ich gut“ des Versandhauses OTTO sieht man auf einem Spiegel kleben und als Aufdruck auf Ottos T-Shirt, ebenso werden zwei Levi’s-Jeans-Werbespots (musikalisch jeweils mit Wonderful World von Sam Cooke und I Heard It Through the Grapevine von Marvin Gaye unterlegt) parodiert. Ferner sind die Marken des konsumierten Biers sowie der gerauchten Zigaretten deutlich erkennbar. Die rot-weiße Farbe der Marlboro-Zigarettenpackungen wurden in der vom ZDF ausgestrahlten Version durch Videonachbearbeitung grün-weiß umgefärbt.
- Die Feststellung Rettichs Otto gegenüber, „du gibst also zu: du weißt nichts, du kannst nichts, und du machst nichts“, ist eine Anspielung auf die Beschriftung auf Ottos Lieferwagen in Otto – Der Film („weiß alles, kann alles, macht alles“).
- Nachdem er vom Streifenpolizisten angehalten wird, erzählt Otto ihm eine „Professorenversion“ des Fälschungshinweises, der auf den früheren DM-Scheinen zu finden war.
- Obwohl Professor Edelsen in Berlin wohnt, hat sein Auto das zu seinem Namen passende Kennzeichen ED-EL 5.
- Die schnelle Aufzählung der Eiscremesorten im Eisstadion ist eine Parodie auf die zu der Zeit aktuelle Mc-Donald’s-Werbung, wo der Mc-Donald’s-Mitarbeiter einem unentschlossenen Kunden die Angebote in schnell gerappter Form aufzählt.